# Glacier Point (Südgeorgien)
Der Glacier Point (englisch für Gletscherlandspitze) ist eine Landspitze an der Nordküste Südgeorgiens im Südatlantik. Am Kopfende der Possession Bay markiert sie nördlich des Murray-Schneefelds die östliche Begrenzung der Einfahrt zur Assistance Bay.
Der deskriptive Name der Landspitze ist erstmals in einer Landkarte der britischen Admiralität aus dem Jahr 1931 enthalten.